# Fissidens seychellensis
Fissidens seychellensis är en bladmossart som beskrevs av Marie Noelle Dury och Onraedt in Bizot 1976. Fissidens seychellensis ingår i släktet fickmossor, och familjen Fissidentaceae. Inga underarter finns listade i Catalogue of Life.